# Разрыв поколений

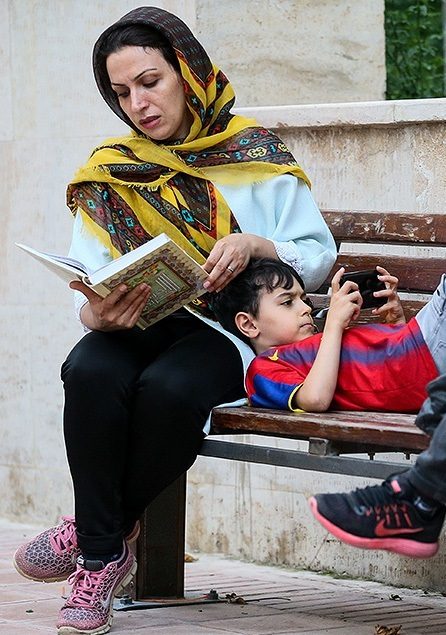

Разры́в поколе́ний («проблема отцов и детей») — социологический феномен, при котором культурные ценности младшего поколения («детей») сильно разнятся с культурными и прочими ценностями старшего («родителей»). Дети и родители могут воспринимать друг друга как представителей совершенно чужой культуры, интересов, взглядов и мировоззрений.
Проблематику разрыва поколений разрабатывала в 1960-е годы Маргарет Мид.

## В культуре
- Чацкий и Фамусов в комедии Грибоедова «Горе от ума» (1825)
- драма А.Н. Островского «Гроза» (1859)
- роман И. Тургенева «Отцы и дети» (1862)
- рассказ И. Бунина «Цифры»[1] (1906)
- х/фильм «Большая семья» (СССР, 1954)
- х/фильм «Взрослые дети» (СССР, 1961)
- х/фильм «Курьер» (СССР, 1986)
- х/фильм «Авария — дочь мента» (СССР, 1989)

## В политике
Как отмечают, во время референдума о брексите большинство избирателей моложе 44 лет проголосовали за «Остаться [в ЕС]», а большинство избирателей старше 44 лет — за «Выйти».